# Carta des de Masanjia
Carta des de Masanjia (títol original en anglès: Letter from Masanjia) és una pel·lícula documental canadenca, dirigida per Leon Lee i estrenada el 2018. L'obra explica el cas de Sun Yi, un pres polític xinès que va ser responsable d'exposar importants abusos de drets humans al camp de treball de Masanjia quan es va interceptar la seva carta va ser trobada per Julie Keith, una veïna d'Oregon, en una caixa de decoracions de Halloween. La pel·lícula s'ha doblat al català.
La pel·lícula es va estrenar el 27 d'abril de 2018 al Festival Internacional de Documentals Canadencs Hot Docs.
La pel·lícula va rebre la nominació al millor documental de llargmetratge als Premis a Projeccions Canadenques de 2019.